# Mailhac-sur-Benaize
Mailhac-sur-Benaize (tiếng Occitan: Malhac) là một xã của tỉnh Haute-Vienne, thuộc vùng Nouvelle-Aquitaine, miền trung nước Pháp.